# Pedro Brand
Pedro Brand är en kommun i Dominikanska republiken.   Den ligger i provinsen Santo Domingo, i den sydöstra delen av landet, 13 km väster om huvudstaden Santo Domingo. Antalet invånare i kommunen är cirka 74 000.
Terrängen runt Pedro Brand är platt åt nordost, men åt sydväst är den kuperad. Terrängen runt Pedro Brand sluttar österut. Närmaste större samhälle är Santo Domingo, 12,7 km öster om Pedro Brand. Omgivningarna runt Pedro Brand är en mosaik av jordbruksmark och naturlig växtlighet.